# Mangaia

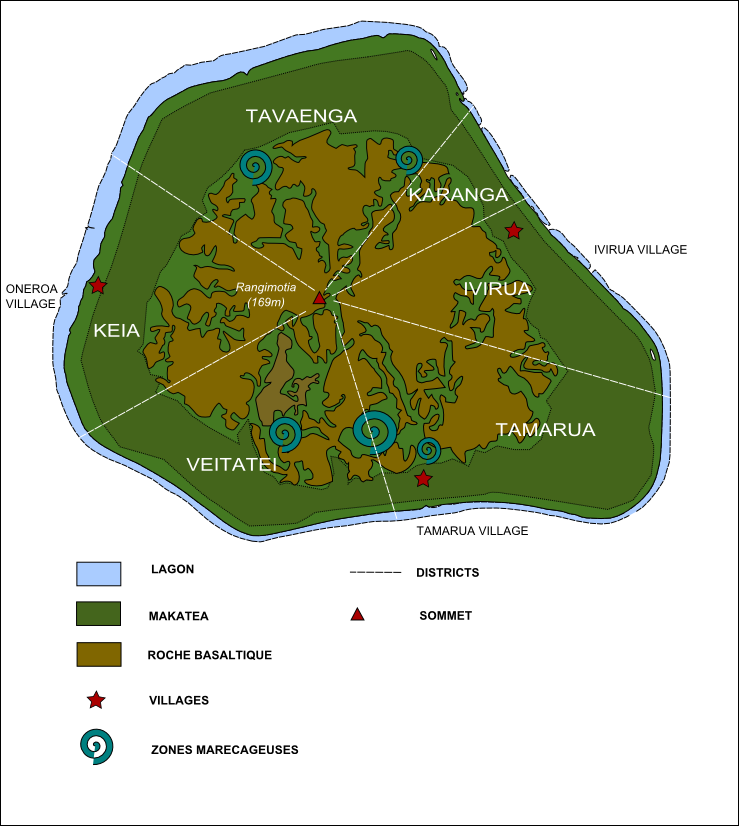
Mapa de Mangaia amb els seus districtes.
llacuna
corall
makatea
roca basàltica

Mangaia (pronunciat manyaia) és l'illa més meridional de les illes Cook. Està situada a 175 km al sud-est de Rarotonga.

## Geografia
Amb una superfície de 51,8 km² és la segona illa més gran després de Rarotonga. L'illa és d'origen volcànic i està envoltada per una anella escalonada de corall fossilitzat (makatea) que arriba a 60 m d'alçada, separant l'interior i la costa. La corona de corall està plena de coves amb estalagmites i estalactites. L'altitud màxima de l'illa és de 169 m al mont Rangimotia. Mangaia és considerada com l'illa volcànica més antiga del Pacífic. Algunes de les roques volcàniques s'han datat de 19 milions d'anys d'antiguitat.
La població total era de 744 habitants estimats al cens del 2001. La vila principal és Oneroa, i l'activitat econòmica es basa en les plantacions de vainilla, papaia i taro.

## Història
El nom antic de Mangaia era ʻAuʻau que indica la gran quantitat d'hibiscus, especialment la varietat groga hibiscus tiliaceus. El nom antic s'ha recuperat anomenant l'aeroport Mangaia-Auau. El primer europeu a arribar-hi va ser l'anglès James Cook, el 1777 durant el seu tercer viatge.